# Mariehamn
Mariehamn en suec, Maarianhamina en finès, és la capital de les Illes Åland (Finlàndia). Té una població de 10.609 habitants, dels quals el 91% són de llengua sueca. La ciutat va ser fundada en 1861 i deu el seu nom ("port de Maria") a Maria, esposa del tsar Alexandre II de Rússia. La ciutat és coneguda, sobretot, com a destinació de turisme estiuenc. Anualment, uns 1,5 milions de turistes visiten la ciutat i, per tant, el sector públic i els serveis donen treball al 60% dels veïns de la ciutat.

## Història

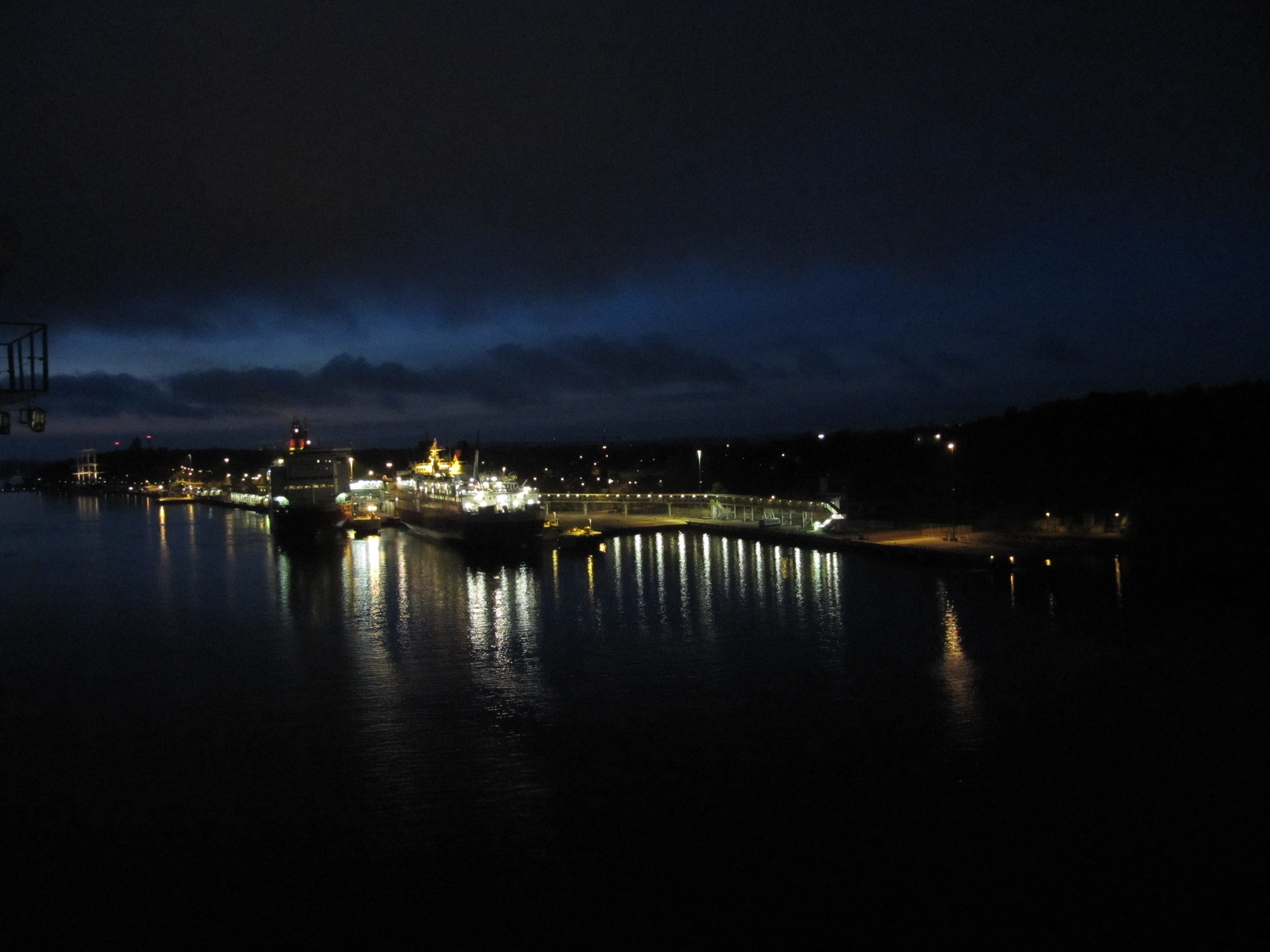
Port

La ciutat es va fundar en 1861, la hi va nomenar de tal manera en honor de Maria Alexandrovna, l'emperadriu consort d'Alexandre II de Rússia. Åland i Mariehamn tenen una gran tradició i fama de navegació. El veler "Pommern", que està ancorat en el port de Mariehamn, s'ha dedicat a museu. El famós navili holandès "Jan Nieveen" (actualment anomenatt: F.P. von Knorring) també es pot trobar aquí.

## Economia
La navegació i el turisme tenen una gran importància en l'economia de la ciutat. Mariehamn està ben comunicada amb els països que l'envolten. Les grans línies de transport marítim fan escala al seu port, i està comunicada amb Estocolm, Kapellskär, Turku, Hèlsinki i Tallinn. Les grans empreses de navegació Viking Line, Silja Line i Tallink tenen oficines en Mariehamn i els seus bucs hi fan escala.

## Evolució de la població
Evolució de la població (31 de desembre):
- 1987 - 9.966
- 1990 - 10.263
- 1997 - 10.408
- 2000 - 10.488
- 2002 - 10.632
- 2004 - 10.712

## Llocs d'interès
- Museu del veler Pommern
- Museu d'Åland
- Parlament d'Åland (Lagtinget)
- Castell de Kastelholm